# Sign (альбом Autechre)
Sign (стилізовано SIGN) — чотирнадцятий студійний альбом британського дуету електронної музики Autechre. Він був анонсований лейблом Warp Records 2 вересня 2020 року на їхній сторінці у Twitter і вийшов 16 жовтня 2020 року. 8 жовтня альбом вперше транслювався на сайті Autechre. Незабаром після цього він став доступним для цифрового завантаження тим, хто оформив попереднє замовлення. Обкладинка та дизайн упаковки були створені студією графічного дизайну The Designers Republic.
Супутній альбом SIGN, Plus, вийшов без анонсу дванадцятьма днями пізніше.
Тизери деяких треків з SIGN і Plus звучали перед випуском у серії живих мікс-сесій Autechre, які транслювалися на стрімінговому сервісі Mixlr під час пандемії COVID-19.

## Відгуки критиків
SIGN отримав схвальні відгуки критиків. На сайті Metacritic, який присвоює рецензіям з професійних видань нормалізований рейтинг зі 100, альбом отримав середній бал 82 на основі 12 рецензій.

## Трек-лист
| #     | Назва         | Тривалість |
| ----- | ------------- | ---------- |
| 1.    | «M4 Lema»     | 8:49       |
| 2.    | «F7»          | 5:56       |
| 3.    | «si00»        | 5:51       |
| 4.    | «esc desc»    | 4:55       |
| 5.    | «au14»        | 5:03       |
| 6.    | «Metaz form8» | 6:00       |
| 7.    | «sch.mefd 2»  | 5:25       |
| 8.    | «gr4»         | 3:21       |
| 9.    | «th red a»    | 6:35       |
| 10.   | «psin AM»     | 6:20       |
| 11.   | «r cazt»      | 7:12       |
| 65:33 |               |            |

| Бонус-трек японського видання | Бонус-трек японського видання | Бонус-трек японського видання |
| #                             | Назва                         | Тривалість                    |
| ----------------------------- | ----------------------------- | ----------------------------- |
| 12.                           | «n Cur»                       | 6:14                          |
| 71:47                         |                               |                               |

## Чарти
| Чарт (2020)                                  | Пікова позиція |
| -------------------------------------------- | -------------- |
| Бельгія Belgian Albums (Ultratop Flanders)   | 10             |
| Бельгія Belgian Albums (Ultratop Wallonia)   | 56             |
| Нідерланди Dutch Albums (MegaCharts)         | 51             |
| Німеччина German Albums (Offizielle Top 100) | 53             |
| Шотландія Scottish Albums (OCC)              | 16             |
| Велика Британія UK Albums (OCC)              | 41             |